# Tony Ray-Jones
Tony Ray-Jones (* 7. Juni 1941 in Wells; † 13. März 1972 in London) war ein britischer Fotograf.

## Leben und Werk
Holroyd Antony Ray-Jones wurde 1941 als Sohn des Malers und Radierers Raymond Ray-Jones (1886–1942), geboren. Seine Mutter zog mit ihren drei Söhnen nach West Sussex zu ihren Eltern und arbeitete als Physiotherapeutin. Nach seiner Schulzeit am Christ's Hospital in Horsham studierte Raymond Ray-Jones zunächst Grafikdesign am London College of Communication und fing dann an, sich intensiv für Fotografie zu interessieren.
Ein Stipendium für die Yale University in New Haven ermöglichte ihm dort einen Aufenthalt. Später bekam Tony Ray-Jones einen Studienplatz im „Design-Labor“ von Alexei Brodowitsch, an der New School for Social Research in Manhattan. Die Workshops dort waren sehr beliebt und es wurden nur sechs Teilnehmer gleichzeitig zugelassen. Zu den Studenten gehören unter anderen: Diane Arbus, Eve Arnold, Richard Avedon, Lisette Model, Garry Winogrand, Lee Friedlander, Joel Meyerowitz. Tony Ray-Jones Werk wurde von der Fotografie (auch von Robert Frank) geprägt, die er in den frühen 60er Jahren in Amerika kennengelernt hat, gleichzeitig galt seine Bewunderung Henri Cartier-Bresson und Bill Brandt.
1966 kehrte Ray-Jones zurück nach England und fotografiert sein bleibendes Thema, die Engländer während ihrer Freizeit bei verschiedenen Tätigkeiten. Die Straße und das Meer waren seine bevorzugten Orte.

„Mein Ziel ist es, etwas vom Geist und der Haltung der Engländer mitzuteilen, von ihren Lebensgewohnheiten und der Ironie, in ihrer Art Dinge zu tun aufgrund der Tradition, der Umwelt und ihrer Mentalität. Ich versuche, die alltäglichen unserer Zeit widersprüchlichen Dinge in einer aufrichtigen und beschreibenden Weise darzustellen. Für mich gibt es etwas sehr Typisches und Humorvolles im „English Way of Life“, und dies möchte ich aus meiner persönlichen Sicht wiedergeben, bevor es noch mehr amerikanisiert wird.“

1971 wurde Tony Ray-Jones eine Stelle als Hochschullehrer am San Francisco Art Institute angeboten. Ende 1971 erkrankte Ray-Jones und kehrte am 10. März 1972 nach London zurück, wo er drei Tage später an einer seltenen Form von Leukämie verstarb.

## Creative Camera
Ray-Jones stellte sich bei Bill Jay, dem ersten Herausgeber der Zeitschrift für Fotografie Creative Camera, die sich gerade aus der Zeitschrift Camera Owner für Hobbyfotografen entwickelt hatte, vor. Die Vorstellung begann mit den Worten: 

„Your magazine's shit, but I can see you're trying. You just don't know enough, so I am here to help you.“

Ray-Jones überreichte dem Herausgeber Bill Jay eine gelbe Schachtel mit Fotos, die er während seines Aufenthalts zwischen 1961 und 1965 in New Haven und New York und zwischen 1966 und 1969 in England gemacht hatte.

„I looked through the box of prints, and then I gave them back and said, „OK, you’ve got a lot to teach me, what do we do now?““

Im Jahr 1969 arbeitete Ray-Jones als Berater für Creative Camera. Gemeinsam unternahmen die beiden eine Reise nach New York. Sie wohnten im Chelsea Hotel und Ray-Jones machte Bill Jay unter anderen mit Winogrand, Frank, Meyerowitz und Arbus bekannt.

## Approach/Arbeitsansatz
Ray-Jones legte in Notizbüchern akribisch genau alle Details und Gedanken zu seinen Fotos fest. Eine der Listen, „Approach“ kann als Leitlinie gesehen werden, um bessere Bilder zu machen:
- Be more aggressive
- Get more involved (talk to people)
- Stay with the subject matter (be patient)
- Take simpler pictures
- See if everything in the background relates to subject matter
- Vary compositions and angles more
- Be more aware of composition
- Don’t take boring pictures
- Get in closer (use 50mm lens-or less, hard to make out in notes)
- Watch camera shake (shoot 250sec or above)
- Don’t shoot too much
- Not all at eye level
- No middle distance